# Váradi káptalan
A Váradi káptalan a Sebes-Körös ágainak két oldalán, mint püspöki székhely alakult ki, ahol eleinte több település is állt egymás közelében, melyek valamely templom vagy kolostor köré tömörültek. Várad, mint egyházi (káptalani és püspöki) város jött létre. A 14. századi Képes krónika és az ebből forrást nyerő Thuróczy krónika leírása szerint még I. László magyar király alapította.

## Története
A Váradi káptalan a kezdetektől fogva hiteleshely volt a Váradi regestrum (l. Regestrum Varadiense) tanusága szerint. Az egykori premontrei monostor épülete a Sebes-Körös jobb partján, a Görög-oldalnak nevezett szőlőhegy Kálvária-hegy felőli részén feküdt, a város közvetlen közelében.
1241-ben, a tatárjárás alkalmával elpusztult, de 1244-ben már ismét a helyreállított helyek között szerepelt. 1300 körül nagy csapás érte, okmánytára elégett; a nyilvános levéltárat azonban, úgy látszik, sikerült megmenteni. 
A középkori magyar királyság keleti részén az íráskultúra talán legjelentősebb központjának a váradi székeskáptalan keretei között működő hiteleshely tekinthető. Várad a fejedelmi Erdélynek is az egyik legjelentősebb művelődési központja maradt, a szekularizált káptalani hiteleshely pedig a vár bevételéig folytatta oklevél-adó tevékenységét. Váradon a középkorban a székeskáptalan mellett a váradelőhegyi prépostság,  majd társaskáptalan is folytatott hiteleshelyi tevékenységet.
Az előhegyi prépostság vagyonából a Kálmáncsehi Domokos váradi püspök által alapított társaskáptalan 1497 körüli szabályzata a hiteleshelyi tevékenységre is kitért. Ezek szerint a fassiófelvétel a Szent István-káptalan váradelőhegyi egyházában történt, a pecsételés pedig a székesegyházban.
A hiteleshely Szapolyai János királysága alatt jogcsorbítást szenvedett, mert az 1548. LXIV. törvénycikk ismét visszahelyezte előző jogkörébe, bár az 1550. évi LXIII. törvénycikk az egri káptalannak is engedélyezett joghatóságot a Váradi káptalan vidékén. 
1566-ban feloszlott, azonban I. Lipót 1693. évi kegyelemlevelével birtokait és hitelességi jogát visszakapta. 
A káptalani tagok jelvényét I. Ferenc magyar király adományozta 1801-ben. A káptalan 16 valóságos és 6 tiszteletbeli stallumból áll. Legrégibb pecsétje 1338-ból való;  majd 1361-ből két újabb származik, az egyik Szent László, a másik Szűz Mária képével.